# ネプトゥヌスに扮したアンドレア・ドーリア
『ネプトゥヌスに扮したアンドレア・ドーリア』（ネプトゥヌスにふんしたアンドレア・ドーリア、伊：Ritratto di Andrea Doria in veste di Nettuno）は、1530年代、または1540年代に個人収集家のために、イタリア・マニエリスム期の画家、ブロンズィーノによって制作されたカンヴァス上の油彩画である。現在、イタリアのミラノにあるブレラ絵画館に所蔵されている。作品は、高さ199.5cmで、横は149cmである。英雄の裸体姿で重要な政治的人物を表す古代彫刻の慣習を意識的に復活させたもので、海の古代神、ネプトゥヌスに扮したジェノヴァの提督アンドレア・ドーリアを描いている。

## 概要
絵画の主題は、ルネサンス期のコンドッティエーレ（傭兵隊長）であり、都市国家ジェノヴァの有能な統治者でもあったジェノヴァの提督、アンドレア・ドーリアである。肖像画が描かれたとき、ドーリアはおよそ60歳であったが（制作年は多少議論されている）、いずれにしても、その体型は当時のドーリアの年齢をほとんど反映していない。
ドーリアは「海の神」として裸体で描かれることを選んだ   。ドーリアは裸身であるが、危うくも虚弱でもない。力強い精力的な男性として描かれ、男性的な精神、強さ、活力、そして力を示している。厳格で毅然とした態度で、自身が監督するすべてを冷静に見つめているが、同時に洗練されていて、品行方正である。
本作は、ドーリアの権力、成功、そして当時の有名な提督としての名声を象徴することを目的としていた。その顎鬚は長く、海の波の流れのように垂れており 、髪の毛の房はローマ皇帝を想起させる。ドーリアの身体は老化しているが、肌はまだしなやかである。彼は本来、自身の艦隊に対する自身の命令の象徴である櫂を持っていたが、三叉槍の上部 (美術評論家のカミール・パーリアは「漫画のようだ」と表現した) が特定されていない芸術家によって櫂を塗りつぶして描かれた。本来の櫂の輪郭はまだかすかに見える。おそらく同じ芸術家が画面上部にドリアの名前を描きいれた。
ドーリアは性器をかろうじて覆い、陰毛の一部を見せている帆布を持っている 。女性の研究者、パッリアは、ドーリアの張りのある、しかしいくぶん恰幅のいいお腹は、その強さをドーリアの布で覆われた陰茎に向けているように見えると主張している。彼女は、三叉槍とマストの硬い木に勃起の暗示を見出している。ガーディアンのジョナサン・ジョーンズは、本作を「提督としての武勇と性的武勇を意識的に同一視している」と解説している。
ドーリアは、ネプトゥヌスが戦車に乗るのと同じように、船の甲板に立っている。背後には黒い、「抑圧的な」空があるが、彼は満月、あるいは迫り来る嵐の稲妻に強調されているかのようである。彼はまた、緊張した姿勢で立っており、頭部は右を向いているが、太腿と腰は横向きのままである 。
ネプトゥヌスへの喩えにより、ドーリア (提督の仕事を通した、自然の力の征服者) は、神話の力に関連付けられている。ドーリアはネプトゥヌス、すなわち海の支配者となる。

## ドーリア
アンドレア・ドーリアは、1134年以来、ジェノヴァ共和国の裕福な政治指導者であった貴族のドーリア家に生まれた。ドーリア家は、スピノラ家と共にジェノヴァにおいて影響力のある家系であったが、ドーリアは幼い頃に孤児となった 。
この肖像画が完成したとき、およそ60歳であったドーリアは海軍司令官として有名であった。数年間、彼はジェノヴァ艦隊を指揮し、地中海を探査して、トルコ人、およびバルバリア海賊と戦争を遂行した。ドーリアは富裕であったが、フランス王フランソワ1世に仕え、提督になった。 1528年にフランソワとの契約が満了すると、ドーリアは神聖ローマ皇帝カール5世に奉仕することになった。帝国の提督として、ドーリアはトルコ人に対するいくつかの遠征を指揮した。
ドーリアは概ね成功し、非常に幼い頃から80歳を超える年齢まで軍事的任務で絶え間なく活躍し、とりわけ海上で成功を収めた。軍事的成功を通じて、ドーリアは敵から戦利品を奪い、権力、富、武器、装備品、土地を取得した。これは、ジェノヴァの貴族が権力と影響力を獲得するための一般的な方法であった。 1528年、ドーリアの艦隊はフランス軍に勝利して、ジェノヴァから追い出し、ドーリアは新しい支配者になった。 84歳の時でさえ、彼はジェノヴァの海域で海賊に対する軍事作戦を主導していた。

## 創造と来歴
このジェノヴァの提督のようなブロンズィーノのいわゆる「寓話的な肖像画」は、画家の芸術や同時代の肖像画全般を代表するものではないが、公的に認められた人物を裸体の神話上の人物として描くという風変わりさのため、おそらくより魅力的である 。ドーリアを描く際に、画家はレオナルド・ダ・ヴィンチの1503年の『ポセイドンとその馬のスケッチ』に触発されたのかもしれない。
本作は、コモの近くに住んでいた司教で、引退した教皇の医師であったパオロ・ジョヴィオに依頼され、おそらく1530年頃に完成した。ジョヴィオは、依頼された肖像画からなる「有名な男性の美術館」を開設した。本作の同時代の版画は、本作が最初、どのような作品であったかについての証拠書類を提供している 。ジェノヴァのヴィラ・ドーリアには本作の2点目のバージョンがあり、ドーリアは三叉槍ではなく櫂を持っている。これが本作の本来の意図だったようである。

## 関連作品
- ネプトゥヌスの像、バレッタ